# 올스테이트 아레나
올스테이트 아레나(영어: Allstate Arena)는 미국 일리노이주 로즈먼트에 위치한 실내 다목적 경기장이다. 1980년 5월 11일 문을 열었으며, 1999년 생명 보험 회사 올스테이트가 명명권을 취득하여, 현재의 명칭이되었다. 음악 공연은 물론 WWE 레슬링 경기 등도 개최된다. 현재 IHL/AHL 시카고 울브스의 홈경기장으로 사용되고 있으면, 과거 WNBA 시카고 스카이의의 홈경기장으로 사용으로 사용했다.
1997년 3월 23일, WWF 레슬매니아 13이 개최되었다. 관객 수는 18,197명
2006년 4월 2일, WWE 레슬매니아 22가 개최되었다. 관객 수는 17,155명